# La Fille de l'amiral
Pour plus de détails, voir Fiche technique et Distribution.
La Fille de l'amiral (Hit the Deck) est un film musical américain de Roy Rowland sorti en 1955.

## Fiche technique
- Titre français : La Fille de l'amiral
- Titre original : Hit the Deck
- Réalisation : Roy Rowland
- Scénario : Sonya Levien et William Ludwig d’après la comédie musicale Hit the Deck d'Herbert Fields et la pièce Shore Leave d'Hubert Osborne
- Musique originale : Conrad Salinger, George Stoll et Robert Van Eps (non crédités)
- Chorégraphie : Hermes Pan et Angela Blue (assistante)
- Directeur de la photographie : George J. Folsey
- Montage : John McSweeney Jr.
- Direction artistique : Cedric Gibbons et Paul Groesse
- Décorateurs de plateau : Fred M. MacLean et Edwin B. Willis
- Costumes : Helen Rose
- Production : Joe Pasternak
- Société de production et de distribution : MGM
- Pays de production : États-Unis
- Langue : anglais
- Genre : film musical
- Format : Couleur (Eastmancolor) - 2,55:1 (CinémaScope) - 35 mm - Son : 4-Track Stereo (original master sound track) | Mono (Western Electric Sound System)
- Durée :  112 minutes
- Dates de sortie : 
  - États-Unis : 24 février 1955 (Maryland), 4 mars 1955 (sortie nationale)
  - France : 3 avril 1957 (Paris)

## Distribution
- Jane Powell : Susan Smith
- Tony Martin : Maître d'équipage en chef William F. Clark
- Debbie Reynolds : Carol Pace
- Walter Pidgeon : Daniel Xavier Smith
- Vic Damone : Rico Ferrari
- Gene Raymond : Wendell Craig
- Ann Miller : Ginger
- Russ Tamblyn : Danny Xavier Smith
- J. Carrol Naish : M. Peroni
- Kay Armen : Mme Ottavio Ferrari
- Richard Anderson : Lieutenant Jackson
- Jane Darwell : Jenny
- Alan King : Agent de police
- Henry Slate : Agent de police
- Peter Leeds : Lieutenant-opérateur Mud Pie

## Galerie

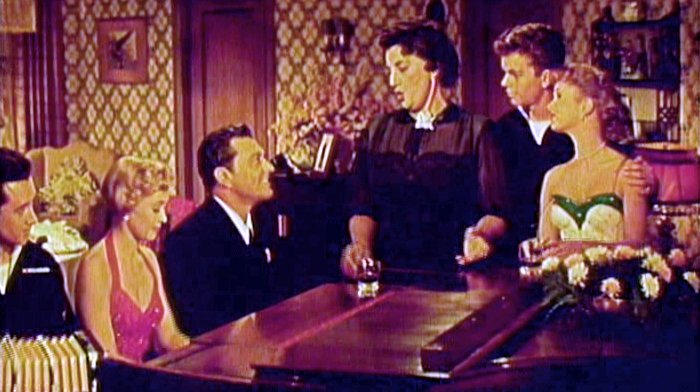
Jane Powell, Vic Damone, Kay Armen, Russ Tamblyn et Debbie Reynolds
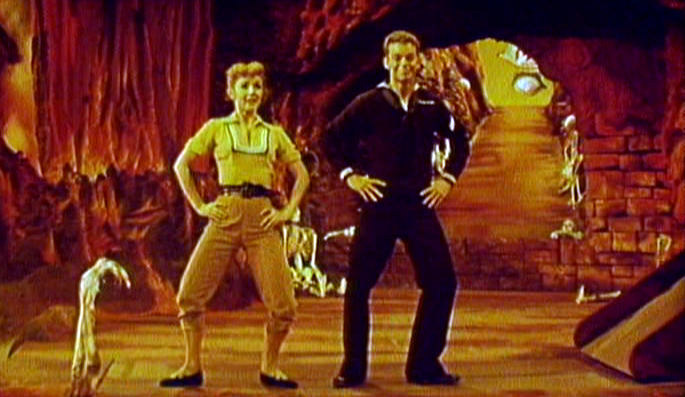
Debbie Reynolds et Russ Tamblyn
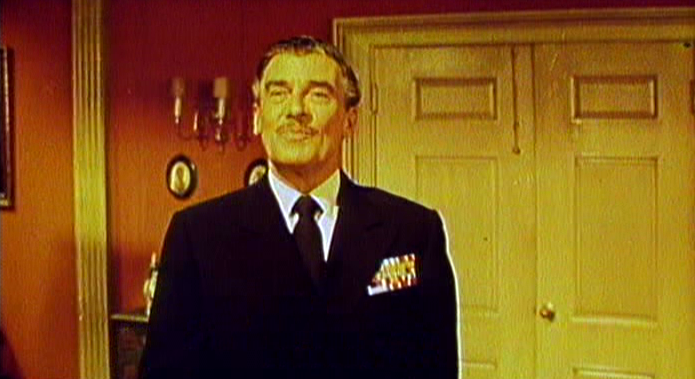
Walter Pidgeon
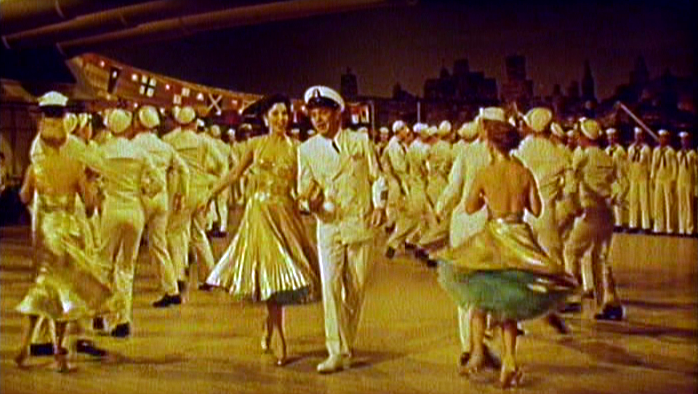
Ann Miller et Tony Martin
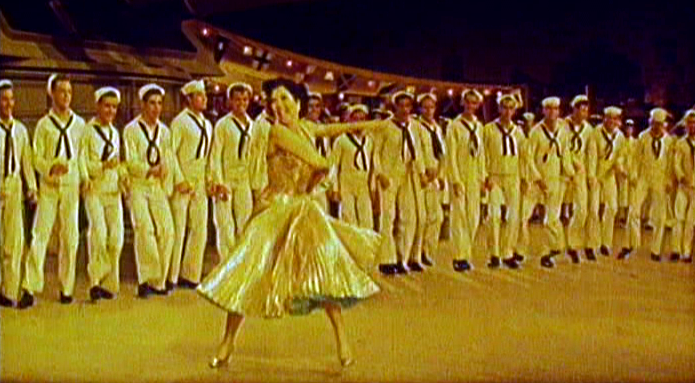
Ann Miller
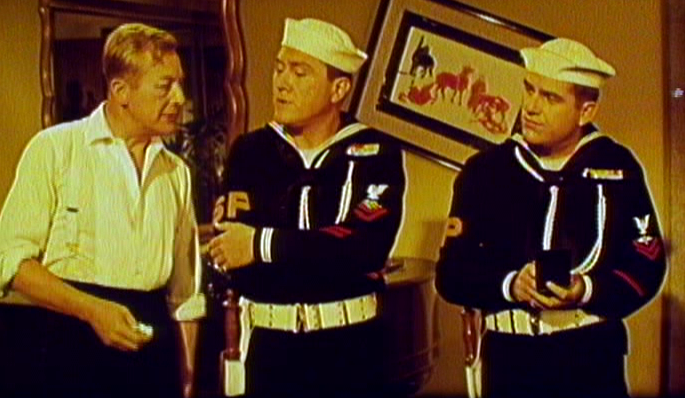
Gene Raymond
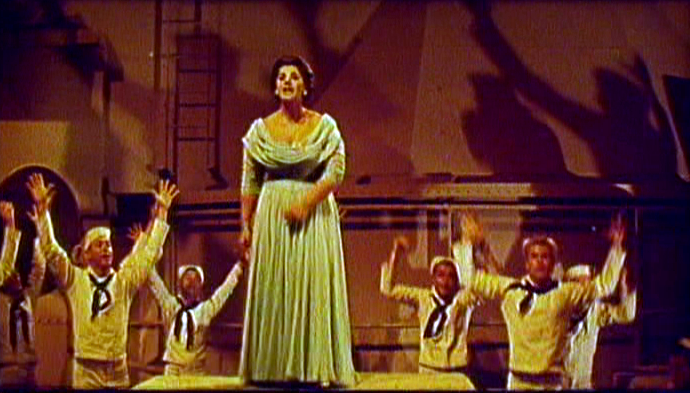
Kay Armen
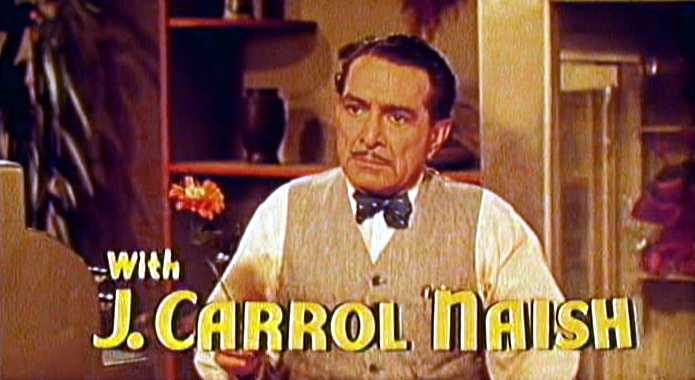